# پاین کلرادو
پاین کلرادو (به انگلیسی: Pine) یک منطقهٔ مسکونی در ایالات متحده آمریکا است که در شهرستان جفرسون، کلرادو واقع شده‌است.